# Karjusaari (ö i Finland, Satakunta)
Karjusaari är en ö i Finland. Den ligger i vattendraget Kumo älv och i kommunen Vittis i den ekonomiska regionen  Björneborgs ekonomiska region  och landskapet Satakunta, i den sydvästra delen av landet, 170 km nordväst om huvudstaden Helsingfors. Öns area är 6 hektar och dess största längd är 0,5 kilometer i nord-sydlig riktning.